# Melanipe (amazona)
Melanipe, na mitologia grega, foi uma amazona, mencionada como irmã de Hipólita.

## Família
Melanipe é citada na epítome do texto de Pompeu Trogo feita por Juniano Justino como irmã de Antíope e Hipólita, e Antíope é mencionada como irmã e co-regente de Orítia, filha de Marpesia. Neste texto, as duas rainhas da geração anterior, Marpesia e Lampido, foram chamadas de filhas de Ares por causa do sucesso nas batalhas, rumor que elas mesmas haviam espalhado. Apolônio de Rodes menciona Melanipe como filha de Ares e irmã da rainha Hipólita.

## Héracles
Héracles, em um de seus doze trabalhos, recebeu como comando trazer o cinturão de Hipólita, ou trazer as armas de Orítia. Apolônio de Rodes menciona a luta de Héracles contra as amazonas como tendo ocorrido durante a expedição dos Argonautas. Héracles acampou na foz do rio Termodonte, perto da cidade de Temiscira, e demandou o cinto, sem ser atendido. De acordo com Justino, Héracles, junto de vários jovens gregos, atacou as amazonas de surpresa, em um momento em que uma das duas rainhas, Orítia, estava fora, lutando em outra guerra.
Héracles, no combate, matou várias amazonas: Aella, que tinha este nome por ser muito ágil, Philippis, Prothôe, que havia derrotado sete oponentes antes, Eriboea, Celaeno, Eurybia e Phoebê, três companheiras de Ártemis na caça, Deïaneira, Asteria, Marpê, Tecmessa e Alcippê, que havia havia jurado permanecer virgem. Por fim, Héracles capturou Melanipe, comandante das amazonas. De acordo com Justino, após a morte de várias amazonas, Héracles capturou Melanipe, e Teseu capturou Hipólita.
Héracles entregou Antíope/Hipólita a Teseu, e libertou Melanipe em troca do seu prêmio (o cinturão ou as armas de Hipólita).

## Teseu
Teseu recebeu Hipólita como esposa, e teve com ela um filho, Hipólito. Segundo Diodoro Sículo, além de Hipólita, outro nome para esta cativa poderia ser Antíope. Em Pseudo-Apolodoro, três nomes diferentes são dados para esta amazona: Antíope, Melanipe ou, segundo Simonides, Hipólita.
Orítia, a rainha, quando soube do que havia sido feito à sua irmã por um exército do qual um dos principais chefes era ateniense, apesar de haver conquistado toda a costa do Ponto, considerou estas conquistas em vão, e decidiu se vingar dos atenienses. As amazonas se aliaram aos citas, cujo rei Sagillus, enviou seu filho Panaságoras com um corpo de cavalaria.
Teseu trouxe para a batalha a amazona Antiope, com seu filho Hipólito. Durante a batalha contra os atenienses, houve uma divergência entre as amazonas e os citas, e eles foram derrotados pelos atenienses. Segundo Diodoro Sículo, os atenienses venceram a batalha por sua bravura, e Antíope lutou ao lado dos atenienses, morrendo heroicamente.
Segundo Pseudo-Apolodoro, a mãe de Hipólito morreu depois que Teseu se casou com Fedra, filha de Deucalião; durante o casamento de Teseu, ela trouxe suas amazonas e ameaçou matar os convidados, porém os atenienses fecharam as portas e as mataram.
A sucessora de Orítia foi Pentesileia. Hipólito, posteriormente, foi desejado por Fedra, recusou-a, foi caluniado e foi morto por Posidão a pedido de Teseu.

## Sínteses modernas
De acordo com John Jackson, provavelmente a expedição de Hércules contra as amazonas ocorreu alguns anos após a expedição dos Argonautas, e Teseu participou da guerra com sua frota própria. A invasão da Ática pelas amazonas teria ocorrido após a morte de Hércules, nos anos 1214 ou 1215 a.C., e marcaria o fim do período em que as amazonas foram mestres da Ásia, que havia durado cem anos.
De acordo com William Smith, Melanipe era filha de Ares e irmã de Hipólita, e ela foi morta durante a guerra por Telamon, companheiro de Héracles.